# Ligugé
Ligugé ist eine französische Gemeinde mit 3429 Einwohnern (Stand 1. Januar 2022) im Département Vienne in der Region Nouvelle-Aquitaine. Sie gehört zum Arrondissement Poitiers und zum Kanton Poitiers-5.

## Geographie
Ligugé liegt im Ballungsraum von Poitiers, rund acht Kilometer südlich der Stadt. Nachbargemeinden sind Poitiers im Norden, Saint-Benoît im Nordosten, Smarves im Osten, Iteuil im Süden, Marçay und Coulombiers im Südwesten, Fontaine-le-Comte im Westen und Croutelle im Nordwesten.
Am östlichen Rand des Gemeindegebietes verläuft der Fluss Clain nach Norden, das Gemeindegebiet selbst wird von seinen Zuflüssen Rau de Monplaisir und Menuse entwässert.

## Geschichte
Bekannt ist die Stadt als Standort der Abtei Saint-Martin de Ligugé, in der Martin von Tours im Jahr 361 das erste abendländische Kloster gegründet hatte.
Bis 1789 gehörte Ligugé zur historischen Provinz Poitou.

## Sehenswürdigkeiten
- Abtei Saint-Martin de Ligugé, bestehende Benediktinerabtei mit Ursprüngen aus dem 5. Jahrhundert – Monument historique[1]

## Gemeindepartnerschaften
- Sonning-on-Thames, Vereinigtes Königreich
- Lorch (Rheingau), Deutschland